# Helena Takalo
Anni Helena Kivioja-Takalo (Nivala, 28 oktober 1947) is een Fins langlaufer. 

## Carrière
Takalo nam viermaal deel aan de Olympische Winterspelen en won in totaal vijf medailles. Tijdens Takalo tweede deelname in 1972 won Takalo de zilveren medaille op de estafette. Vier jaar in Innsbruck won Takalo de gouden medaille op de vijf kilometer en zilver op de 10 kilometer en de estafette. Twee jaar tijdens de wereldkampioenschappen won Takalo de wereldtitel op de vijf kilometer en de estafette. Takalo won haar laatste olympische medaille in Lake Placid met een bronzen medaille op de estafette. Takalo sloot haar carrière af met de vierde plaats in de estafette tijdens de wereldkampioenschappen 1982.

## Belangrijkste resultaten

### Olympische Winterspelen
| Editie | Plaats      | Resultaten                     |
| ------ | ----------- | ------------------------------ |
| 1968   | Grenoble    | 22e 5 km uitgevallen 10 km     |
| 1972   | Sapporo     | 9e 5 km · 5e 10 km · estafette |
| 1976   | Innsbruck   | 5 km · 10 km · estafette       |
| 1980   | Lake Placid | 8e 5 km · 10 km · 5e estafette |

### Wereldkampioenschappen langlaufen
| Jaar | Plaats       | Resultaten                     |
| ---- | ------------ | ------------------------------ |
| 1968 | Grenoble     | 22e 5 km uitgevallen 10 km     |
| 1970 | Vysoké Tatry | 10 km                          |
| 1972 | Sapporo      | 9e 5 km · 5e 10 km · estafette |
| 1974 | Falun        | 10 km                          |
| 1976 | Innsbruck    | 5 km · 10 km · estafette       |
| 1978 | Lahti        | 5 km · 20 km · in de estafette |
| 1980 | Lake Placid  | 8e 5 km · 10 km · 5e estafette |
| 1982 | Oslo         | 4e in de estafette             |